# Fausses Apparences
Pour les articles homonymes, voir Fausses apparences.
Pour plus de détails, voir Fiche technique et Distribution.
Fausses Apparences ou La Forme des Choses au Québec (The Shape of Things) est un film franco-anglo-américain de Neil LaBute, sorti en 2003.

## Synopsis
Evelyn, une étudiante en arts plastiques, a pour projet de transformer radicalement la personnalité de son compagnon Adam. Les amis de ce dernier redoutent les effets d'une telle métamorphose...

## Fiche technique
- Titre : Fausses Apparences
- Titre original : The Shape of Things
- Titre québécois : La forme des choses
- Réalisation : Neil LaBute
- Scénario : Neil LaBute
- Producteurs : Neil LaBute, Gail Mutrux, Philip Steuer, Rachel Weisz
- Producteurs exécutifs : Tim Bevan, Eric Fellner
- Musique : Elvis Costello
- Montage : Joel Plotch
- Pays d'origine :  États-Unis -  France -  Royaume-Uni
- Format : couleur - Son : Dolby Digital - 2.35 : 1 - 35 mm - Panavision
- Genre : comédie dramatique
- Durée : 96 minutes
- Budget : 4 000 000 $ US
- Dates de sortie : 
  - États-Unis : 18 janvier 2003 (Festival Sundance)
  - États-Unis : 9 mai 2003 (sortie limitée)
  - Royaume-Uni : 28 novembre 2003

## Distribution
- Gretchen Mol (VQ : Pascale Montreuil) : Jenny
- Paul Rudd (VQ : Patrice Dubois) : Adam Sorenson
- Rachel Weisz (VQ : Camille Cyr-Desmarais) : Evelyn Ann Thompson
- Frederick Weller (en) (VQ : Alain Zouvi) : Phillip

Source et légende : version québécoise (VQ) sur Doublage.qc.ca.